# Iana Chan
Iana Chan é uma empreendedora brasileira, fundadora do PrograMaria, uma organização que busca diversidade de gênero para a área da tecnologia no Brasil e que foi eleita a melhor startup de Impacto Social no Startup Awards do ano de 2019. Iana individualmente foi considerada pela revista estadunidense Wired como uma das 50 pessoas que expandiram a criatividade no país em 2020 e foi eleita Profissional Tech do Ano pelo prêmio "Mulheres que Transformam", também no ano de 2020.

## Carreira
Filha de imigrantes chineses, Iana Chan é formada em jornalismo pela Escola de Comunicações e Artes da Universidade de São Paulo e trabalhou em grandes empresas como Editora Abril e na Fundação Victor Civita.

### Programaria
Em 2015, Iana Chan já havia conquistado um de seus primeiros prêmios, o "Mulheres Tech", graças a um projeto que oferecia aulas de introdução à lógica de programação e o desenvolvimento web voltado para o ensino de programação para mulheres. Desde 2018, ano em que Iana começou a se dedicar integralmente à organização, mais de 6 mil mulheres já participaram dos cursos oferecidos pelo projeto, além de conectar mais de 25 mil pessoas em eventos e projetos próprios com grandes empresas como a Intel, Rede Globo, Grupo Boticário, Olist, Nubank e C6 Bank.